# تاتسویا تاناکا

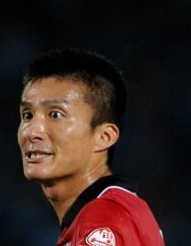
تاتسویا تاناکا

تاتسویا تاناکا (به انگلیسی: Tatsuya Tanaka) بازیکن فوتبال اهل ژاپن و عضو تیم ملی فوتبال ژاپن است که در تاریخ ۳۱ ژوئیه ۲۰۰۵ میلادی اولین بازی ملی‌اش را انجام داد. او در ۱۶ بازی ملی حضور داشت و آخرین بازی ملی خود را در تاریخ ۲۸ مارس ۲۰۰۹ میلادی انجام داد. تاتسویا تاناکا در بازی‌های ملی‌اش
۳ گل به ثمر رساند.